# Lípa ve Vatětické aleji
Lípa ve Vatětické aleji je památný strom u silnice z Palvínova do Vatětic, křižovatka s polní cestou. Lípa velkolistá (Tilia platyphyllos Scop.) je solitér, roste v nadmořské výšce 645 m, je stará přibližně 300 let, výška koruny dosahuje 23 m, obvod jejího kmene je 780 cm (měřeno 2016). Strom je chráněn od 25. června 1985 jako krajinná dominanta, významný svým stářím a vzrůstem.

## Památné stromy v okolí
- Palvínovská alej
- Palvínovská lípa
- Skupina dubů ve Sloním údolí
- Skupina dubů zimních
- Skupina stromů v zámeckém parku
- Vatětický jasan
- Vatětický javor
- Vatětická lípa
- Vatěticko-mouřenecká alej
- Zámecký klen

## Galerie

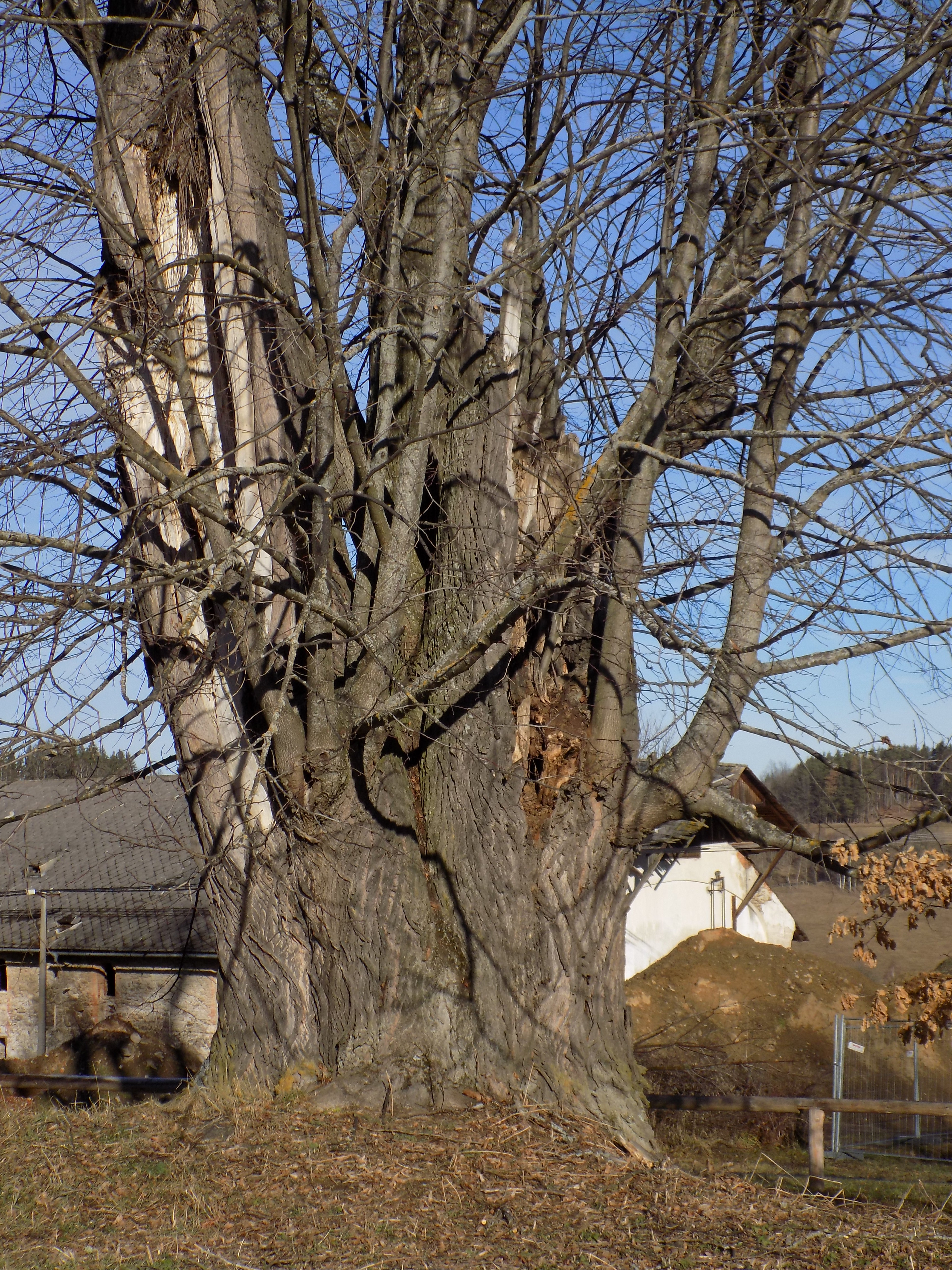
Pata stromu
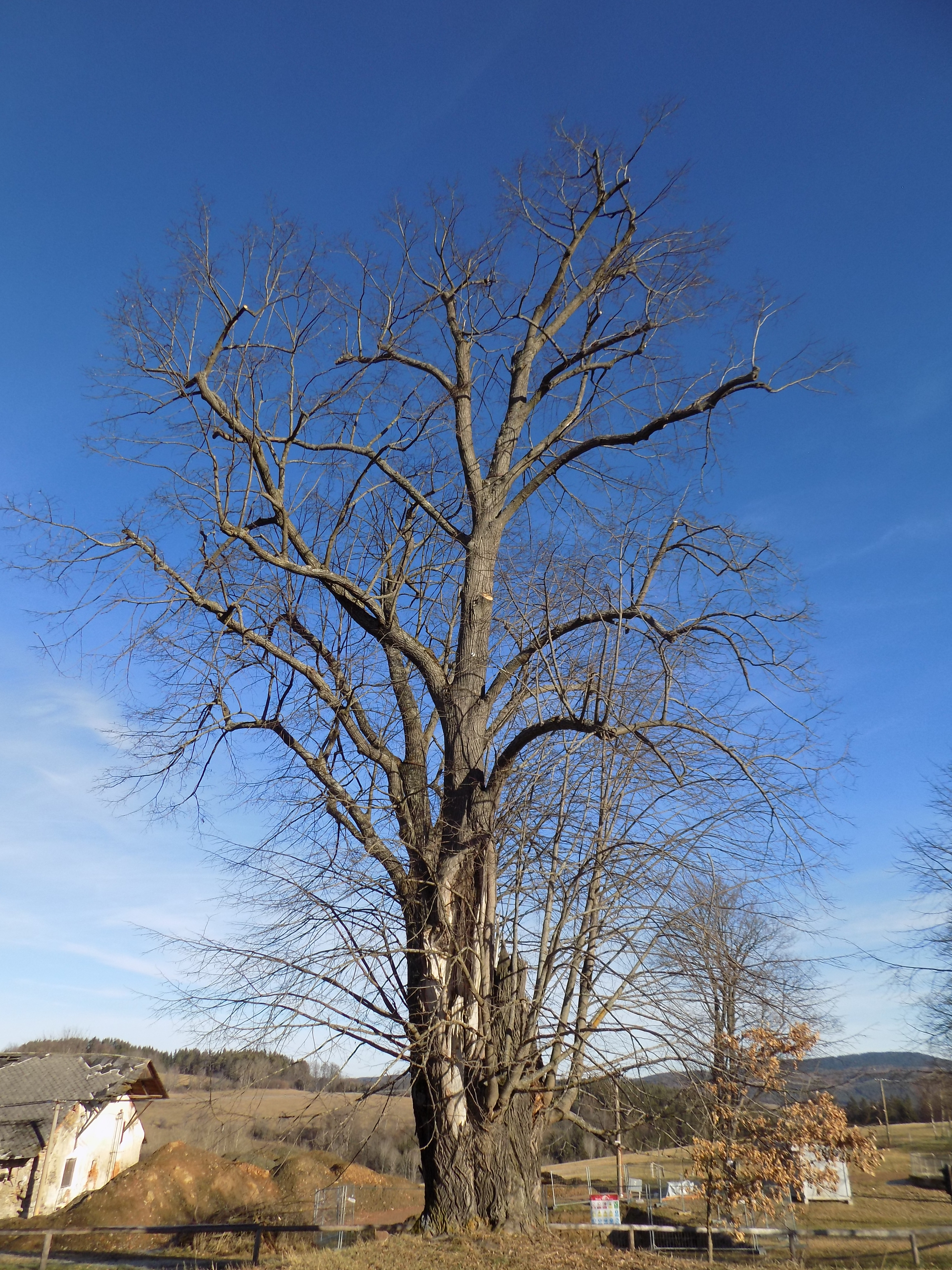
Lípa na konci Vatětické aleje
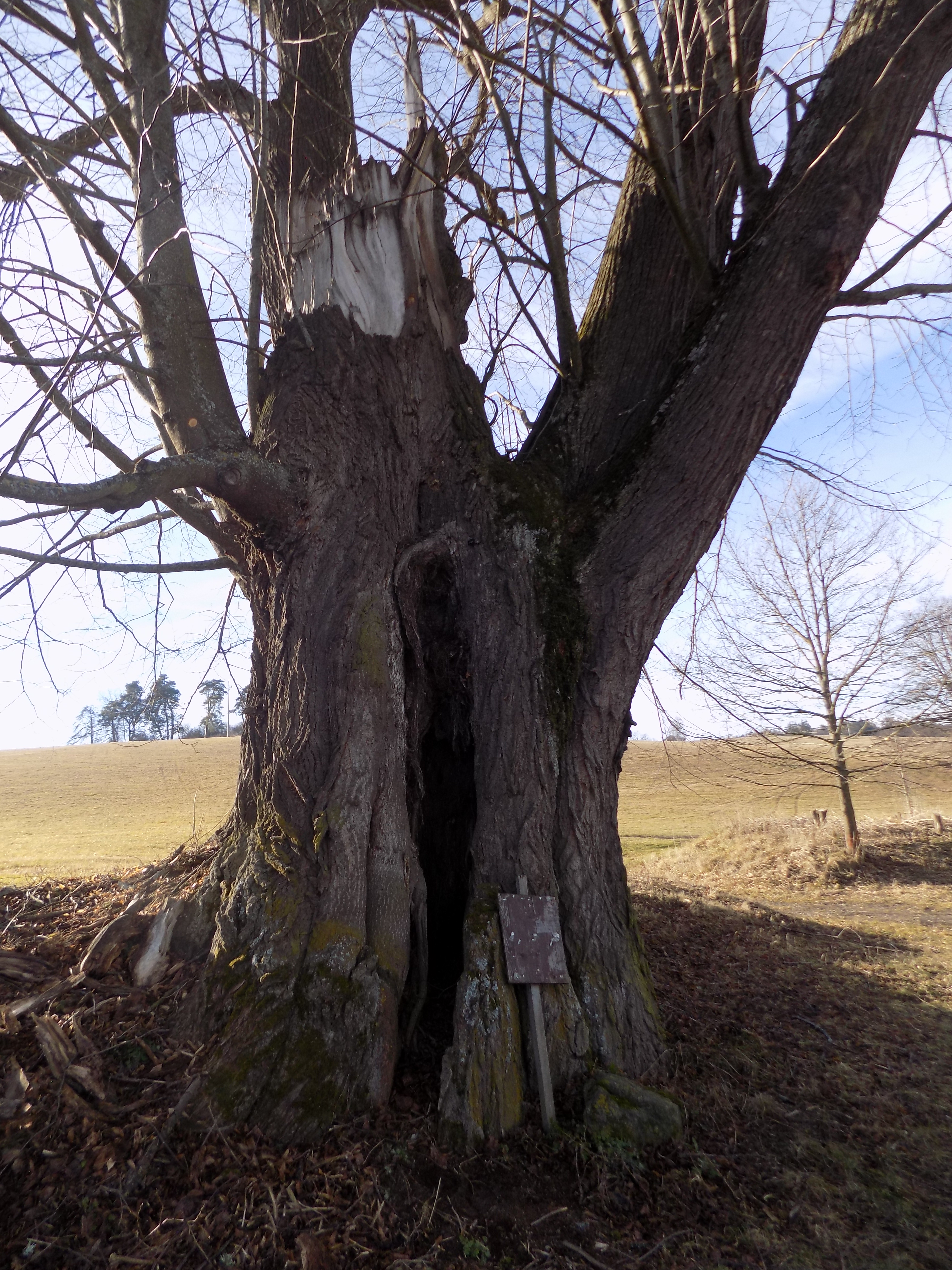
Poškozený kmen
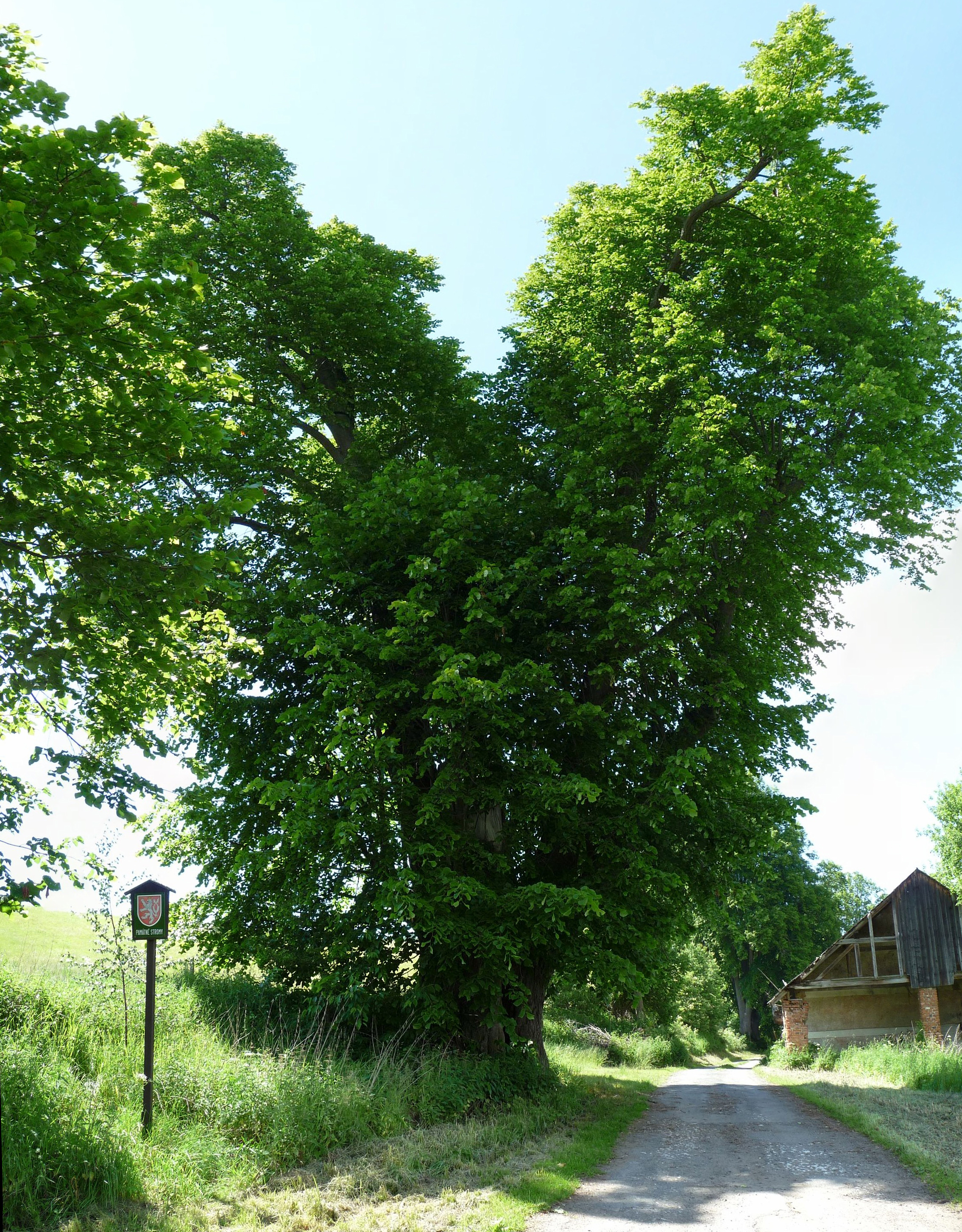
Lípa v létě